# Saint-Viaud
Saint-Viaud è un comune francese di 2 155 abitanti situato nel dipartimento della Loira Atlantica nella regione dei Paesi della Loira.

## Società

### Evoluzione demografica
Abitanti censiti